# Willie Gant

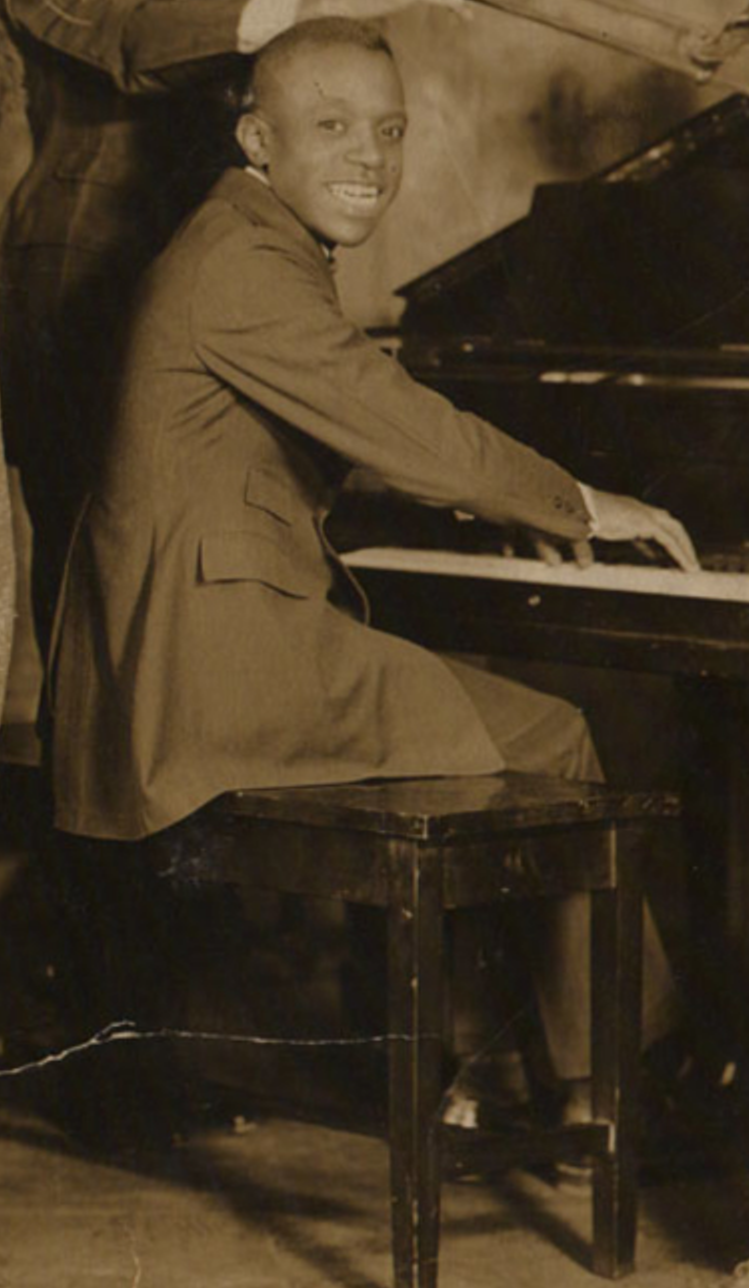
Willie Gant in 1921

Willie Gant (10 mei 1899 - aldaar, maart 1974) was een Amerikaans jazzpianist.
Gant begon op zijn twaalfde met pianospelen. Hij was actief in New York en speelde daar begin jaren twintig mee op opnames van Lillyn Brown & Her Jazzbo Syncopators (1921), Eliza Christmas Lee (1921) en Lavinia Turner (1921-1922). In die tijd begon hij ook zijn eerste band. In zijn groepen (waaronder Willie Gant's Ramblers) speelden in de loop der jaren verschillende musici die later bekend werden, waaronder Freddie Green, Manzie Johnson en bassist Billy Taylor. Vanaf 1927 speelde hij alleen nog als solist, in gelegenheden als Hotel Fairfax en Carutti's. Hij was hier actief tot in de jaren vijftig.